# Philip Levine (poet)
Philip Levine, född 10 januari 1928 i Detroit, Michigan, död 14 februari 2015 i Fresno, Kalifornien, var en amerikansk poet och universitetslärare.
Philip Levine växte upp i Chicago och han var även mest känd för sina skildringar av arbetarklassen i staden. Han behandlade även arvet efter judiska immigranter i sin poesi. Han hade själv börjat arbeta i bilindustrin vid 14 års ålder. Under universitetsstudier vid Wayne University började han skriva poesi. Han undervisade vid California State University i Fresno 1958-1992 och även vid andra universitet. Han var verksam vid Board of Chancellors of the Academy of American Poets  2000-2006. I svensk översättning finns hans 1933: dikter. 
Levine fick Pulitzerpriset för poesi 1995 för The Simple Truth samt National Book Award for Poetry 1980 och 1991. Han utsågs till Poet Laureate of the United States för 2011–2012.

### Poesi
- News of the World, Random House, Inc., 2009, ISBN 978-0-307-27223-2
- Stranger to Nothing: Selected Poems, Bloodaxe Books, UK, 2006, ISBN 978-1-85224-737-9
- Breath, Knopf, 2004, ISBN 978-1-4000-4291-3
- The Mercy, Random House, Inc., 1999, ISBN 978-0-375-70135-1
- Unselected Poems, Greenhouse Review Press, 1997, ISBN 978-0-9655239-0-5
- The Simple Truth, Alfred A. Knopf, 1994, ISBN 978-0-679-43580-8
- What Work Is, Knopf, 1992, ISBN 978-0-679-74058-2
- New Selected Poems, Knopf, 1991, ISBN 978-0-679-40165-0
- A Walk With Tom Jefferson, A.A. Knopf, 1988, ISBN 978-0-394-57038-9
- Sweet Will, Atheneum, 1985, ISBN 978-0-689-11585-1
- Selected Poems, Atheneum, 1984, ISBN 978-0-689-11456-4
- One for the Rose, Atheneum, 1981, ISBN 978-0-689-11223-2
- 7 Years From Somewhere, Atheneum, 1979, ISBN 978-0-689-10974-4
- Ashes: Poems New and Old, Atheneum, 1979, ISBN 978-0-689-10975-1
- The Names of the Lost, Atheneum, 1976
- 1933, Atheneum, 1974, ISBN 978-0-689-10586-9
- 1933 : dikter, i översättning av Malena Mörling och Jonas Ellerström; efterskrift av Malena Mörling, Lund : Ellerström, 2011, ISBN 978-91-7247-258-7
- They Feed They Lion, Atheneum, 1972
- Red Dust, 1971
- Pili's Wall, Unicorn Press, 1971
- Not This Pig, Wesleyan University Press, 1968, ISBN 978-0-8195-2038-8
- On the Edge, 1963